# 이십오각형

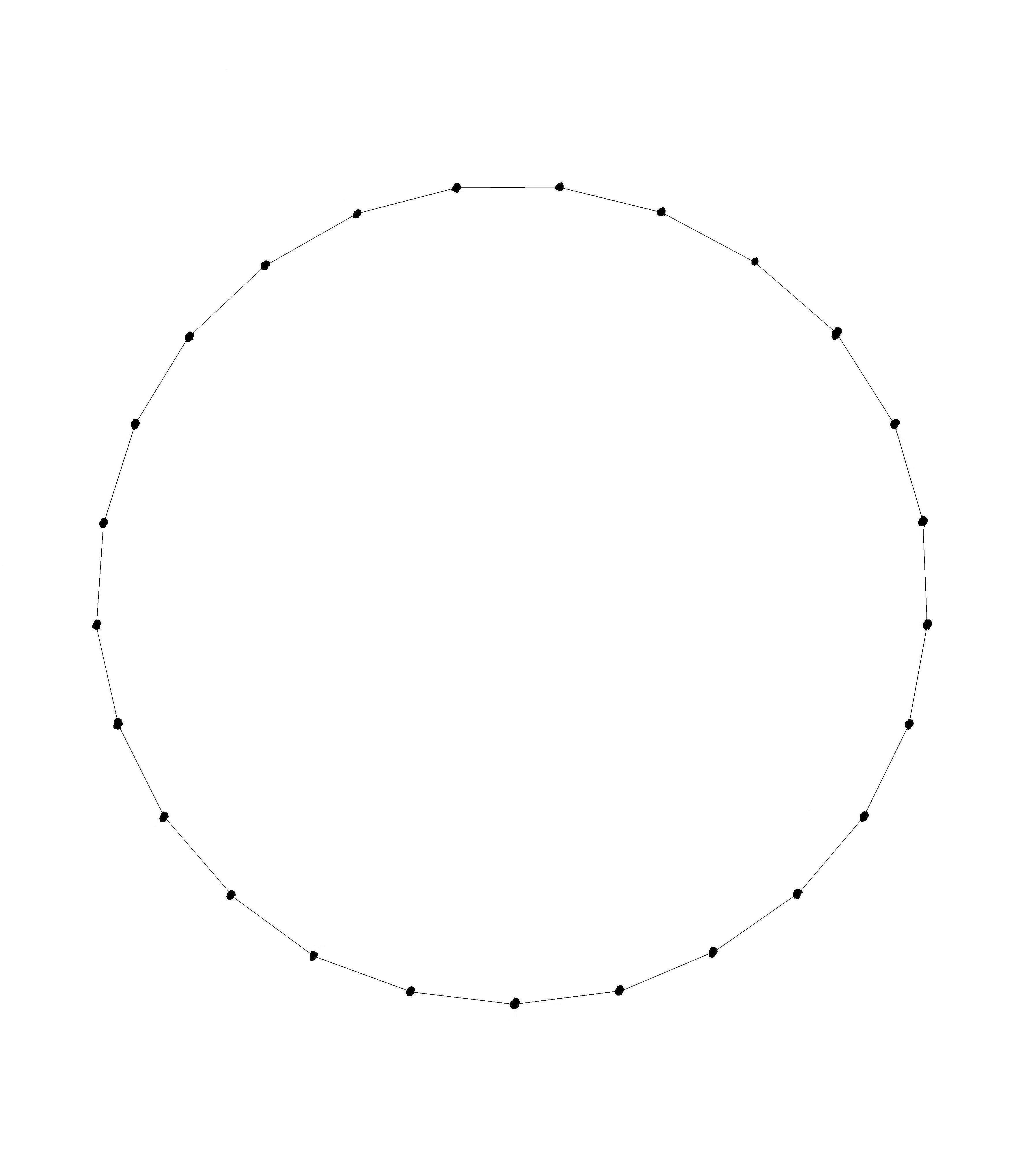
정이십오각형

이십오각형(二十五角形)은 변이 25인 다각형이다. 이십오각형의 내각의 합은 4140도이고, 정이십오각형의 한 각의 크기는 165.6도이므로, 한 외각의 크기는 14.4도이다.
넓이 공식은 다음과 같다.
{\displaystyle A=5t^{2}\cot {\frac {\pi }{25}}\simeq 39.58\,t^{2}.}
정이십오각형은 작도가 불가능하며, 각의 삼등분기를 추가하더라도 작도가 불가능하다. 그러나 뉴시스 작도는 각의 삼등분보다 강력한 작도기이므로 뉴시스 작도가 가능할 여지가 있다.